# Хута (Селаж)
Хута (рум. Huta) — село у повіті Селаж в Румунії. Входить до складу комуни Бучумі.
Село розташоване на відстані 376 км на північний захід від Бухареста, 20 км на південь від Залеу, 55 км на північний захід від Клуж-Напоки.

## Населення
За даними перепису населення 2002 року у селі проживали 30 осіб, усі — румуни. Усі жителі села рідною мовою назвали румунську.